# 佐藤亮 (フットサル選手)
佐藤 亮（さとう とおる, 1985年8月4日 - ）は、新潟県長岡市出身のフットサル選手。フットサル日本代表。2018年に現役引退した。

## 経歴

### クラブ
新潟県長岡市の長岡ビルボードFCでサッカーをはじめ、帝京長岡高校を経て順天堂大学に進学。大学時代にフットサルに出会い、大学の先輩でもある高橋健介率いるPREDATOR URAYASU（現・バルドラール浦安）に大敗したことでフットサルに目覚めた。関東フットサルリーグのFUGA MEGURO（現・フウガドールすみだ）ではキャプテンを務め、須賀雄大監督に率いられたチームは2009年に全日本フットサル選手権大会(PUMA CUP)で優勝。佐藤はFリーグ勢3クラブを含む全5試合で得点した。
2010年にFリーグのシュライカー大阪に移籍。2011年夏にはスペイン2部のCDブレラFSに練習参加して選手契約を交わし、いったんはシュライカー大阪を退団したが、就労ビザの問題でスペイン移籍は破談となった。2013年3月、日本代表のスペイン遠征後にはチームメイトの永井義文とともにスペインに残り、カハ・セゴビアFSの練習に参加。8月にはウマコン・サラゴサへの移籍が決定した。冬の中断期間までに22試合に出場して2得点した。2014年6月、木暮賢一郎が監督に就任したシュライカー大阪に復帰。
2015年にはシュライカー大阪の主将に就任し、2016-17シーズンにはチームがFリーグ初優勝を達成した。名古屋オーシャンズ以外のクラブがFリーグを優勝するのはリーグ創設以来初の出来事だった。同シーズンのシュライカー大阪はFリーグと全日本選手権とあわせて2冠を達成した。2018年に現役引退した。Fリーグ通算成績は211試合出場51得点。

### 代表
2009年にはU-24日本代表として海外遠征を経験。2013年には日本代表に初選出され、3月にスペイン遠征、7月に第4回アジアインドア・マーシャルアーツゲームズ、グランプリ・デ・フットサルに参加。2014年5月にはAFCフットサル選手権に出場して優勝を経験した。

## 所属クラブ
サッカー
- 長岡ビルボードFCジュニア
- 長岡ビルボードFCJrユース
- 帝京長岡高校サッカー部
- 順天堂大学蹴球部

フットサル
- GAZIL（順天堂大学フットサル部）
- ????-2010  FUGA MEGURO（関東リーグ）
- 2010-2013  シュライカー大阪（Fリーグ）
- 2013.9-2014.5  ウマコン・サラゴサ（スペイン1部）
- 2014.6-2018  シュライカー大阪（Fリーグ）

## タイトル
シュライカー大阪
- Fリーグ : 1回
  - 2016-17
- 全日本フットサル選手権大会 : 4回
  - 2009, 2010, 2012, 2017

日本代表
- AFCフットサル選手権 : 1回
  - 2014

## 個人成績
| 国内大会個人成績 | 国内大会個人成績 | 国内大会個人成績 | 国内大会個人成績 | 国内大会個人成績 | 国内大会個人成績 | 国内大会個人成績 | 国内大会個人成績 | 国内大会個人成績 | 国内大会個人成績 | 国内大会個人成績 | 国内大会個人成績 |
| 年度             | クラブ           | 背番号           | リーグ           | リーグ戦         | リーグ戦         | リーグ杯         | リーグ杯         | オープン杯       | オープン杯       | 期間通算         | 期間通算         |
| 年度             | クラブ           | 背番号           | リーグ           | 出場             | 得点             | 出場             | 得点             | 出場             | 得点             | 出場             | 得点             |
| 日本             | 日本             | 日本             | 日本             | リーグ戦         | リーグ戦         | オーシャン杯     | オーシャン杯     | 全日本選手権     | 全日本選手権     | 期間通算         | 期間通算         |
| ---------------- | ---------------- | ---------------- | ---------------- | ---------------- | ---------------- | ---------------- | ---------------- | ---------------- | ---------------- | ---------------- | ---------------- |
| 2010-11          | 大阪             | 22               | Fリーグ          | 27               | 1                |                  |                  |                  |                  |                  |                  |
| 2011-12          | 大阪             | 22               | Fリーグ          | 27               | 5                |                  |                  |                  |                  |                  |                  |
| 2012-13          | 大阪             | 22               | Fリーグ          | 30               | 6                |                  |                  |                  |                  |                  |                  |
| 2013-14          | 大阪             | 22               | Fリーグ          | 6                | 5                |                  |                  |                  |                  |                  |                  |
| 2013-14          | サラゴサ         |                  | スペイン1部      | 25               | 1                |                  |                  |                  |                  |                  |                  |
| 2014-15          | 大阪             | 22               | Fリーグ          | 31               | 6                |                  |                  |                  |                  |                  |                  |
| 2015-16          | 大阪             | 22               | Fリーグ          |                  |                  |                  |                  |                  |                  |                  |                  |
| 2016-17          | 大阪             | 22               | Fリーグ          |                  |                  |                  |                  |                  |                  |                  |                  |
| 2017-18          | 大阪             | 22               | Fリーグ          |                  |                  |                  |                  |                  |                  |                  |                  |
| 通算             | 日本             | 日本             | Fリーグ          |                  |                  |                  |                  |                  |                  |                  |                  |
| 通算             | 日本             |                  |                  |                  |                  |                  |                  |                  |                  |                  |                  |
| 総通算           |                  |                  |                  |                  |                  |                  |                  |                  |                  |                  |                  |